# Джина Стоева
Десислава Стоева, по-известна като Джина Стоева, е българска попфолк и фолклорна певица. Популярни нейни песни са „Любов моя“, „Остани, остани“, „Пясъчен часовник“, „Докога“, „Сто жени“, „Желание“, „Неизлечимо влюбена“, „Една новина“ (дует с Ивена), „Животът те обича“, „Писано ни е“ и др.

## Биография
Родена е на 6 септември 1976 г. в Русе.
Дискографията на певицата съдържа общо 7 албума, 2 от които са изцяло с фолклорна музика.
Джина Стоева участва във втория сезон на предаването "Survivor".
През 2011 г. участва в лятното турне на Фен ТВ в Русе и Хасково.
През 2015 г. напуска „Ара Мюзик“ и преминава към самопродуциране.
На 28 февруари 2017 г. певицата ражда дъщеря си Ивая.
През август 2023 г. озвучава светкавичната вещица в пълнометражния анимационен филм „Пътешествие до луната“.

## Дискография

### Студийни албуми
- Любов моя (2001)
- Така желана (2003)
- Изкушение (2007)
- Пиринско слънце (2008)
- Неизлечимо влюбена (2009)
- Чашо моя (2014)

### Компилации
- The Best of Jina Stoeva – Пясъчен часовник (2012)

## Награди
- 2003 г. Награда на MSAT / „Пирин фолк“[9]
- 2006 г. Награда от „Охрид фест“ / „Охридски трубадури“ – Република Македония[9]
- 2007 г. Най-проспериращ изпълнител – „Фен ТВ“[9]
- 2008 г. Най-добър фолклорен албум – „Пиринско слънце“ – „Фен ТВ“[9]